# Europa central
L'Europa central inclou els països de la regió central d'Europa, amb Alemanya com l'estat més potent. És un concepte geogràfic i polític de definició vaga. De fet, el que es considera Europa central pot variar segons els països.
Generalment, s'hi solen incloure aquests països:
- Alemanya
- Àustria
- Eslovènia
- Eslovàquia
- Hongria
- Liechtenstein
- Polònia
- República Txeca
- Suïssa